# 武汉市疾病预防控制中心
武汉市疾病预防控制中心（英語：Wuhan Center For Disease Control & Prevention，简称：WCD或武汉CDC），是湖北省武汉市人民政府卫生健康委员会直属单位机构。2002年12月成立，位于江汉区马场路288号。是公益性卫生事业单位，亦是履行政府职能的专门机构，是全市疾病预防控制业务技术管理与指导的中心。

## 外部鏈接
- 官方网站